# Monastero di Rohr
Il monastero di Rohr era un monastero benedettino situato presso la città di Rohr, in Germania. Dipendeva anticamente dall'abbazia di Fulda.

## Storia
Nel IX secolo si sa che nelle vicinanze del sito ove venne costruito il monastero venne costruita una piccola chiesa di stile carolingio, consacrata a san Michele ed utilizzata da alcuni monaci dell'area. La congregazione continuò ad officiarvi per circa un secolo, ma si spostò poi altrove; tuttavia, la Michaeliskirche si è conservata fino ad oggi.
Verso la fine del XII secolo, delle monache benedettine rifondarono il monastero a circa 1 chilometro a sud-est del villaggio di Rohr, menzionato per la prima volta in un documento nel 1206. Bertoldo di Meiningen e i suoi fratelli trasferirono il baliato al monastero con atto dell'anno 1206 all'abbazia di Fulda. La proprietà del monastero crebbe sempre più grazie ad una serie di donazioni ed acquisti nel corso dei secoli, ma tutto si interruppe quando nel 1544 la contea di Henneberg nella quale si trovava inserito decise di aderire alla riforma protestante. Il conte Georg Ernst von Henneberg decise di secolarizzare la struttura sciogliendo il monastero, preservandone solo la chiesa dedicata a San Giovanni che venne ricostruita nel XVII secolo. L'archivio del monastero, ritenuto perduto da secoli e composto da quasi 100 documenti medievali, è stato riscoperto nell'archivio di stato del Sassonia-Anhalt da Jörg Brückner e poi pubblicato nel 2006.